# دائرة الواتة
دائرة الواتة إحدى دوائر  ولاية بني عباس الجزائرية .  عاصمتها هي الواتة  وتضم بلديات  : 
- الواتة